# Carl Schenck (Unternehmer)

Carl Schenck

Carl Heinrich Johann Schenck (* 14. November 1835 in Herborn; † 19. Dezember 1910 in Darmstadt) war ein deutscher Unternehmer.

## Leben und Werk
Carl Schenck war der Sohn des Justizrats Carl Theodor Schenck (1789–1871) und dessen Ehefrau  Dorothea Usener (1807–1885, Tochter des Franz Usener, Leibarzt des Herzogs Wilhelm von Nassau) und besuchte das Gymnasium in Wiesbaden. Nach dem Studium des Maschinenbaus am Polytechnikum Karlsruhe arbeitete er zunächst als Ingenieur bei der Güterverwaltung des Grafen Herbstein, wollte sich jedoch schon bald selbständig machen. Zusammen mit seinem kaufmännischen Partner Carl Elsässer übernahm er das Unternehmen Johann Schweizer sen. in Mannheim und spezialisierte sich auf den Bau von Waagen und kleinen Hebezeugen.
Am 1. Juli 1871 gründete er das Unternehmen Mannheimer Maschinenfabrik Schenck, Mohr & Elsässer in der Schwetzinger Vorstadt in Mannheim. 1881 trat er aus dem Unternehmen aus, das danach als Mannheimer Maschinenfabrik Mohr & Federhaff firmierte, und gründete das Unternehmen Carl Schenck Eisengießerei & Waagenfabrik in Darmstadt.
Schenck war seit 1866 mit Anna Christine geb. Knorr (1841–1929) verheiratet, der Tochter eines höheren hessischen Gerichtsbeamten. Aus der Ehe gingen die Kinder Emilie (* 1862, ausgewandert nach Südafrika), Ludwig (1867–1893) und Marie Luise Therese (1873–1944) hervor. Die Tochter Marie heiratete am 14. Juli 1892 in Darmstadt den Gymnasiallehrer Georg Büchner, der später als geschäftsführender Direktor zusammen mit Emil Schenck das Unternehmen leitete.
Carl Schenck wurde auf dem Alten Friedhof in Darmstadt bestattet (Grabstelle: III G 53).